# Blackburn Skua
El Blackburn B-24 Skua fue un avión de caza y bombardero en picado, monomotor y biplaza fabricado por la compañía británica Blackburn Aircraft y usado por la Marina Real Británica en los inicios de la Segunda Guerra Mundial. El nombre Skua procede del nombre de la Catharacta skua o págalo, una agresiva ave marina antártica de la familia Stercorariidae.

## Diseño y desarrollo
El B-24 Skua fue desarrollado en el periodo previo a la Segunda Guerra Mundial por la empresa aeronáutica Blackburn Aircraft como caza embarcado y bombardero en picado para la Royal Navy. 
Diseñado de acuerdo con la Especificación O.27/34, este aparato, por su construcción enteramente metálica, rompió con la tradición del uso biplanos recubiertos en tela de la Royal Navy; fue el primer bombardero en picado naval británico y el primer avión embarcado del país provisto de flaps, tren de aterrizaje retráctil y hélice de paso variable. El Skua compitió con los diseños de Avro, Boulton Paul, Hawker y Vickers
El primer prototipo fabricado en duraluminio (K5178) voló en Brough el 9 de febrero de 1937; designado Skua MK I, presentaba un morro más corto, ala recta y estaba motorizado con un Bristol Mercury IX de 840 cv, sin embargo, este motor no pudo ser introducido en las líneas debido a que estaba destinado a los bombarderos Bristol Blenheim, asignándosele el Bristol Perseus, un motor radial de válvulas de camisa y menor potencia. 
El modelo final contaba con un motor radial Bristol Perseus XII de nueve pistones, enfriado por agua que proporcionaba 830 hp al despegue y una velocidad máxima de 200-225 nudos (362 km/h), un factor que sería desventajoso a corto plazo sumado a su pobre tasa de ascenso. Tenía una configuración de alas tipo gaviota al presentar las puntas de las alas inclinadas hacia arriba. Como fue diseñado para operar en portaviones, los Skua tenían alas plegables y gancho de apontaje en la cola.
Estaba dotado de un telégrafo inalámbrico morse ya que carecía de aparato de radio confiable; por tanto, el segundo tripulante debía hacer las funciones de navegante, telegrafista y realizar las comunicaciones con lámpara Morse con otros Skua de la formación.
Estaba armado con cuatro ametralladoras Browning M1919 calibre .303 British (7,70 x 56 R) en las alas y una ametralladora Lewis; en la versión de bombardero en picado se le armaba con una bomba de 227 kg perforante-antiblindaje adosada al fuselaje; o bien, con dos a cuatro bombas incendiarias Cooper de 9 kg adosadas a las alas.

## Variantes
- Skua Mk.I : Dos prototipos. Propulsados por el Bristol Mercury, tenía un carenado del motor distintivo sobre el taqué de válvulas del Mercury. El primer prototipo (K5178) tenía un morro bastante más corto que el segundo (K5179), que tenía el morro alargado para mejorar su estabilidad longitudinal.

- Skua Mk.II: Avión de producción propulsado por el motor Bristol Perseus con válvulas de camisa. El morro es como el prototipo K5179 pero con una cubierta del motor más corta y lisa. Fue usado como caza biplaza y bombardero en picado en la Royal Navy. Fueron fabricados 190 ejemplares en la factoría Blackburn en Brough.

## Operadores
Reino Unido
- Marina Real Británica
  - Fleet Air Arm
- Real Fuerza Aérea Británica

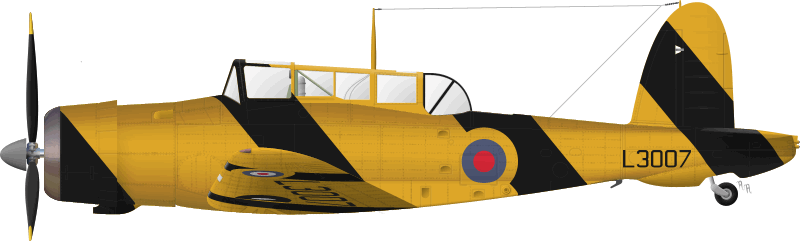
Un Blackburn Skua Mk.II, pintado para ser utilizado como remolcador de blancos.

  - Unidades de cooperación antiaérea

## Historia operacional
Al inicio de la Segunda Guerra Mundial, se habían conformado 21 escuadrones de Skua en el Reino Unido.

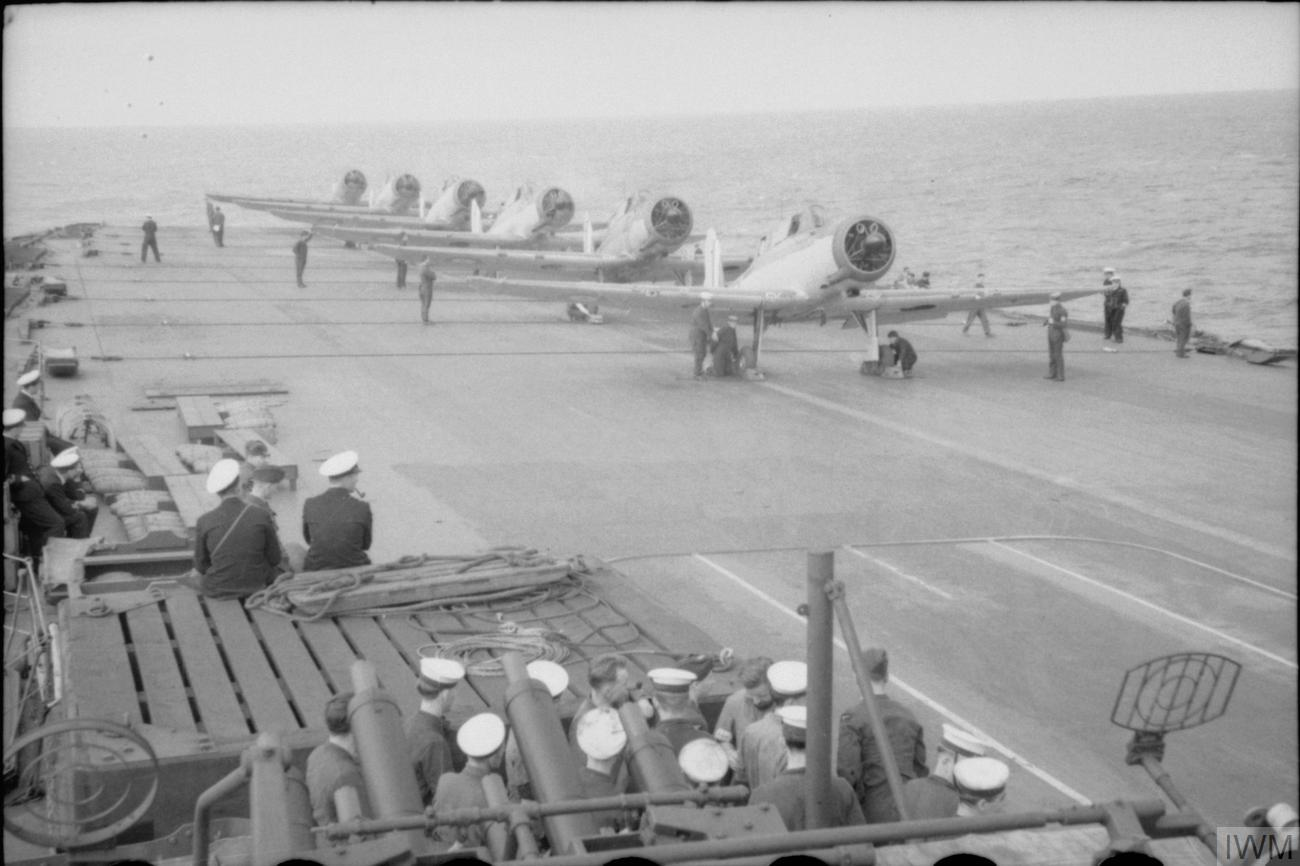
Un grupo de Blackburn Skua del 800º Squadron sobre la cubierta del HMS Ark Royal en 1941.

El 26 de septiembre de 1939, un Blackburn Skua derribó a un hidrocanoa Dornier Do 18, siendo el primer avión alemán derribado en el conflicto, adquiriendo fama de "matador de alemanes" y fue temido en un primer momento por los pilotos enemigos.
El 10 de abril de 1940, un grupo de 16 Skuas de los 800º y 803º Squadrons con base en Hatston, Orcadas  hundieron al crucero ligero Königsberg en el puerto de Bergen. Participó en la Campaña de Noruega y formaciones de Skua participaron en numerosos combates con cazas enemigos muy superiores en desempeño, imponiéndose en muchos casos solo por el coraje de sus pilotos.
Aviones Skua del 801º Squadron, cubrieron la evacuación de Dunkerque como avión de cobertura contra los ataques de los Junkers Ju 87 Stuka y los Bf 109 durante el rescate de las fuerzas británicas desde ese puerto.
A pesar de este historial, el Blackburn Skua tuvo un corto historial operativo y fue considerado de mediocre desempeño, además la demanda de unidades construidas por la Blackburn Aircraft no alcanzaron las metas propuestas por el Almirantazgo y eran superados ampliamente por el Messerschmitt Bf 109, por lo que fueron siendo retirados e interrumpida su fabricación en 1941, siendo reequipados los escuadrones con Fairey Fulmar y Hawker Sea Hurricane.  
Adolecía de muchas desventajas tales como la carencia de un depósito de combustible autosellante, lo que lo convertía en una verdadera antorcha si un proyectil impactaba en el tanque de combustible.  
Al final del conflicto solo quedaba operativo un Skua en el grupo 776 que operó hasta marzo de 1945.
El vetusto Fairey Swordfish revestido de tela fue uno de los predecesores del Blackburn Skua junto al mejorado Supermarine Spitfire.

## Supervivientes
En el Museo del Arma Aérea de la Flota de Yeovilton se conservan estructuras parciales de dos Skua y en el museo de Narvik, Noruega se conserva otro recuperado parcialmente.

## Especificaciones (Skua Mk. II)
Referencia datos: Fleet Air Arm Archive

### Características generales
- Tripulación: 2 (piloto y artillero defensivo)
- Longitud: 10,85 m
- Envergadura: 14,1 m
- Altura: 3,81 m
- Superficie alar: 29,98 m²
- Peso vacío: 2490 kg
- Peso cargado: 3732 kg
- Planta motriz: 1× Bristol Perseus XII, radial de 9 cilindros.
  - Potencia: 675 kW (905 HP)
- Hélices: 1× Tripala por motor.

### Rendimiento
- Velocidad máxima operativa (Vno): 360 km/h a 2000 m
- Velocidad crucero (Vc): 266 km/h a 4570 m
- Alcance: 1223 km
- Techo de vuelo: 6160 m
- Régimen de ascenso: 482 m/min
- Carga alar: 128 kg/m²
- Potencia/peso: 180 W/kg

### Armamento
- Ametralladoras: 5× 

  - 4× Browning M1919 de 7,70 mm hacia adelante como armas ofensivas.
  - 1× Lewis o Vickers K de 7,70 mm montada sobre un afuste móvil en la cabina trasera como arma defensiva.
- Bombas: 

  - 1× bomba semi-perforante de blindaje de 227 kg (500 lb) o
  - 1× bomba semi-perforante / de propósito general de 113 kg (250 lb) y 4× bombas de 18 kg (40 lb) o 8× de 9 kg (20 lb)

### Desarrollos relacionados
- Blackburn Roc

### Aeronaves similares
- Aichi D3A
- Douglas SBD Dauntless
- Junkers Ju 87 Stuka
- Fairey Fulmar